# エルンスト・ヴィーヒェルト

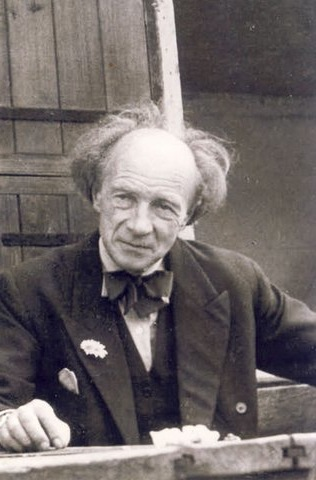

エルンスト・ヴィーヒェルト(ドイツ語: Ernst Wiechert,  1887年5月18日 - 1950年8月24日）は、ドイツの作家。

## 概略
東プロイセンのクライノルト（現在のポーランド・ヴァルミア＝マズールィ県ピエルスワヴェク）に生まれる。1930年代に最も広く読まれ、そのヒューマニズムを『単純なる生活』などに表した。ナチスには最初から強く抵抗し、ミュンヘンの大学生に反ナチを説き、その演説はソ連で印刷された。1938年オーストリア併合のあとに逮捕され獄中にあった。戦後はスイスに在住した。

## 日本語訳
- 『ドスコチルの女中』高橋健二訳 現代世界文学叢書 中央公論社 1940
- 『死者の森』加藤一郎訳 白水社 1952
- 『単純なる生活』加藤一郎訳 白水社 1952
- 『森林と人々』野島正城訳  現代ドイツ文学全集 第13巻 河出書房 1953
- 『愛すればこそ ドスコチルの女中』高橋健二訳 角川文庫 1953
- 『くろんぼのペーター』国松孝二訳, ハンス・マイト絵 岩波少年文庫 1955
- 『ヴィーヘルト童話集 1 まずしい子らのクリスマス』川村二郎訳　白水社 1962
- 『ヴィーヘルト童話集 2 青い牧場の羊飼い』鈴木武樹訳　白水社 1962
- 『ヴィーヘルト童話集 3愛をみつけた魔法つかい』渡辺健訳 白水社 1962